# Witalis (Ustinow)
Witalij, imię świeckie - Rościsław Pietrowicz Ustinow (ur. 5 marca?/18 marca 1910 w Sankt-Petersburgu, zm. 25 września 2006 w Magog) – pierwszy hierarcha Rosyjskiego Kościoła Prawosławnego poza granicami Rosji w latach 1985–2001. W tym roku ogłosił swoje przejście na emeryturę, jednak zmienił decyzję i ogłosił się zwierzchnikiem Rosyjskiego Kościoła Prawosławnego na wygnaniu, który nie został uznany przez inne Kościoły prawosławne.

## Życiorys
Był synem oficera marynarki rosyjskiej. W 1920 razem z rodziną znalazł się na Krymie przy armii generała Wrangla, gdzie jego ojciec umieścił go w 650-osobowym korpusie kadetów. Po ewakuacji Białych z Krymu znalazł się razem z innymi kadetami w Stambule, a następnie razem z matką we Francji. Uczęszczał do szkoły średniej w Le Mans. Po ukończeniu nauki zamieszkał razem z matką w Cannes. Odbył służbę wojskową, po czym postanowił wstąpić do monasteru związanego z Rosyjskim Kościołem Prawosławnym poza granicami Rosji. W 1939 złożył śluby zakonne w monasterze św. Hioba Poczajowskiego w Ladomirovej. 
W 1944 razem z całą wspólnotą uciekł do Niemiec, gdzie podjął pracę wśród Rosjan żyjących na stałe w tym kraju, został również duszpasterzem w obozie jenieckim w Fischbeck. Po zakończeniu II wojny światowej udał się do Wielkiej Brytanii, gdzie w Londynie zorganizował parafię w jurysdykcji Rosyjskiego Kościoła Prawosławnego poza granicami Rosji (wydzieliła się z istniejącej parafii Rosyjskiego Kościoła Prawosławnego). 
12 czerwca 1951 został wyświęcony na biskupa pomocniczego eparchii brazylijskiej. W São Paulo założył drukarnię prawosławną. W 1957, mianowany biskupem Montrealu i Kanady, założył monaster Zaśnięcia Matki Bożej w pobliżu Edmonton, a następnie skit w Maisonville. 22 stycznia 1986 został wybrany Pierwszym Hierarchą Rosyjskiego Kościoła Prawosławnego poza granicami Rosji z tytułem metropolity wschodnioamerykańskiego i nowojorskiego.  
W 2001, ciężko chory, zrezygnował z godności Pierwszego Hierarchy. Synod Biskupów Kościoła wybrał jego następcą metropolitę Ławra. Witalij już po kilku tygodniach zaczął atakować swojego następcę i ogłosił odstępstwo kierowanego przezeń Kościoła od zasad prawosławia, tworząc Rosyjski Kościół Prawdziwie Prawosławny. Zerwał jednak również z tą strukturą. Formalnie ogłosił powstanie Rosyjskiego Kościoła Prawosławnego Na Wygnaniu i stanął na jego czele. Zamieszkał w założonym przez siebie monasterze w Maisonville, jednak do końca życia spotykał się z wiernymi. Założona przez niego struktura nie została uznana przez żaden inny kanoniczny Kościół prawosławny, a on sam zmarł pozostając formalnie poza wspólnotą wiernych.